# Narcondam-Jahrvogel

Narcondam-Jahrvogel

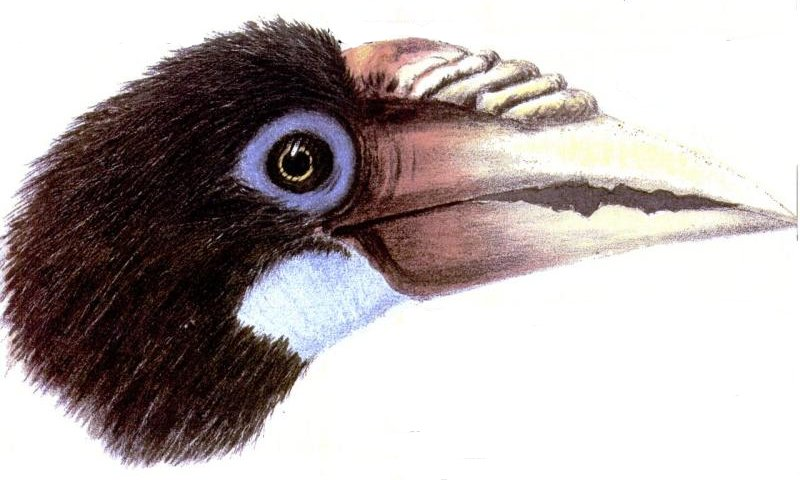
Kopf eines Weibchens

Der Narcondam-Jahrvogel (Rhyticeros narcondami, Syn.: Aceros narcondami) oder Narcondamhornvogel gehört zur Familie der Nashornvögel (Bucerotidae). Er ist endemisch auf der Insel Narkondam, die zu den Andamanen gehört.

## Beschreibung

Verbreitungsgebiet

Die Länge der Männchen beträgt 64 cm. Der Kopf, der Helm und der Hals zeigen eine rötliche Färbung. Die Unterseite ist schwarz mit einer grünlichen Tünchung. Die Unterseite ist mattschwarz. Der Schwanz ist weiß mit gelblichen Schäften. Die Weibchen werden etwa 50 cm lang. Kopf und Nacken weisen bei ihnen lange, enge, leuchtend schwarze Federn auf. Auf dem Bauch befindet sich ein kleiner bräunlicher Flecken. Bei beiden Geschlechtern ist der Schnabel hellgelb mit einer rötlichbraunen Basis. Der kleine Helm zeigt Furchen, die mit dem Alter variieren können. Die Beine sind schwarz und die Füße gelb. Die Augen sind rot mit einem zartgelben Ring, der zur Pupille hin hellgelb wird. Bei den Weibchen ist die Iris olivbraun mit einem gelben Ring. Die Augen sind von nackter hellblauer Haut umrandet. Die Jungvögel sehen den Männchen ähnlich, haben aber einen blasser gefärbten Schnabel.

## Lautäußerungen
Sein Ruf besteht aus einem gackernden ka-ka-ka-ka-ka.

## Fortpflanzung
Die Brutperiode umfasst die Zeit von Februar bis April. Das Nest befindet sich in einer Baumhöhle, in der das Weibchen während der Brutzeit und Jungenaufzucht eingemauert wird. Es verliert dann alle Federn und ist somit flugunfähig. Gewöhnlich werden zwei Jungen großgezogen.

## Verbreitung und Lebensraum
Der Narcondam-Jahrvogel hat von allen Nashornvögeln das kleinste Verbreitungsgebiet. Sein Brutgebiet umfasst ein Areal von nur 7 km² auf der Insel Narkondam, die 25 km östlich der Andamanen liegt. Er kommt in lichten Mischwäldern von 0 bis 700 m vor.

## Gefährdung
1969 wurde ein kleiner Polizeiaußenposten auf der Insel errichtet, für den zwei bis drei Hektar Wald gerodet wurden. Außerdem wurden Grundstücke mit Obstplantagen und Gemüsegärten angelegt. Pro Jahr werden mindestens zehn Bäume für die Verwendung von Lagerbrennholz gefällt und weiteres Holz wird regelmäßig für Wartungsarbeiten benötigt. Die Hauptgefährdung geht allerdings von den eingeführten Ziegen aus. Bis zu 400 Ziegen befinden sich auf der Insel und gefährden die Regenerierung der Vegetation. Ein Hauptaugenmerk für die Erhaltung der Hornvögel ist deshalb die Entfernung aller Ziegen von Narkondam. Eine weitere Gefährdung stellen verwilderte Katzen und die Jagd dar, der jährlich 25 bis 40 Vögel zum Opfer fallen. Aufgrund seines kleinen Verbreitungsgebietes ist auch die Gefahr von Naturkatastrophen und Seuchen nicht zu unterschätzen. 1998 schätzte man 295 bis 320 Exemplare mit einer Brutpopulation von 68 bis 85 Paaren. Im März 2003 gab es schätzungsweise zwischen 320 und 340 Individuen und die IUCN hat diese Art in die Kategorie endangered (stark gefährdet) klassifiziert. Der Narcondam-Jahrvogel ist in Anhang II des CITES-Abkommens aufgeführt.